# زلزال توكاي - آيتشي 1854
زلزال توكاي - آيتشي 1854 هو زلزالٌ وقعَ في توكاي، آيتشي في اليابان بتاريخ 23 ديسمبر 1854.